# Powiat Mikasa
Powiat Mikasa (jap. 御笠郡 Mikasa-gun) – dawny powiat w Japonii, w prefekturze Fukuoka.

## Historia

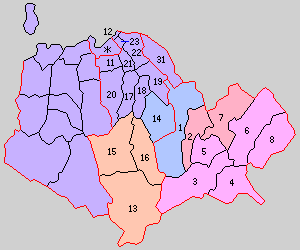
Powiat Mikasa (1–8 – 1889 r.)

W pierwszym roku okresu Meiji na terenie powiatu znajdowało się 57 wiosek.
Powiat został założony 1 listopada 1878 roku. 1 kwietnia 1889 roku powiat został podzielony na 8 wiosek: Ōno, Mizuki, Yamaguchi, Chikushi, Futsukaichi, Mikasa, Dazaifu i Yamae.
13 września 1892 roku wioska Dazaifu zdobyła status miejscowości.
27 sierpnia 1895 roku wioska Futsukaichi zdobyła status miejscowości.
1 kwietnia 1896 roku powiat Mikasa został włączony w teren nowo powstałego powiatu Chikushi. W wyniku tego połączenia powiat został rozwiązany.